# François-Marie Bastian
François-Marie Bastian, citato anche col nome italianizzato di Francesco Bastian, (1795 – La Côte-d'Hyot, 25 agosto 1855), è stato un politico e avvocato francese.

## Biografia

### Origini
François-Marie Bastian è nato il 1795 nel Ducato di Savoia. Era figlio di Joseph-Gaspard Bastian-Ducrest (1761–1836). Apparteneva a una famiglia di notabli, la famiglia Bastian, originaria di Peillonnex.
Ha fatto gli studi di diritto ed è diventato avvocato.

### Carriera politica
La promulgazione dello Statuto Albertino nel 1848 gli aprì nuove prospettive politiche. Partecipò alle elezioni politiche il 27 aprile dello stesso e fu eletto deputato nel collegio di Bonneville, con 362 voti su 436 votanti. Alle elezioni dell'anno successivo fu eletto nuovamente nel collegio di Bonneville e nel collegio di Taninges, optando per quest'ultimo.
In seguito fu eletto alla III e IV legislatura, sempre nel collegio di Taninges.
François-Marie Bastian muore nella frazione di Barby, nel vecchio comune di La Côte-d'Hyot.